# Epthianura
Epthianura é um género de ave da família Meliphagidae.
Este género contém as seguintes espécies:
- Epthianura albifrons
- Epthianura aurifrons
- Epthianura crocea
- Epthianura tricolor